# Sint-Amanduskerk (Heffen)

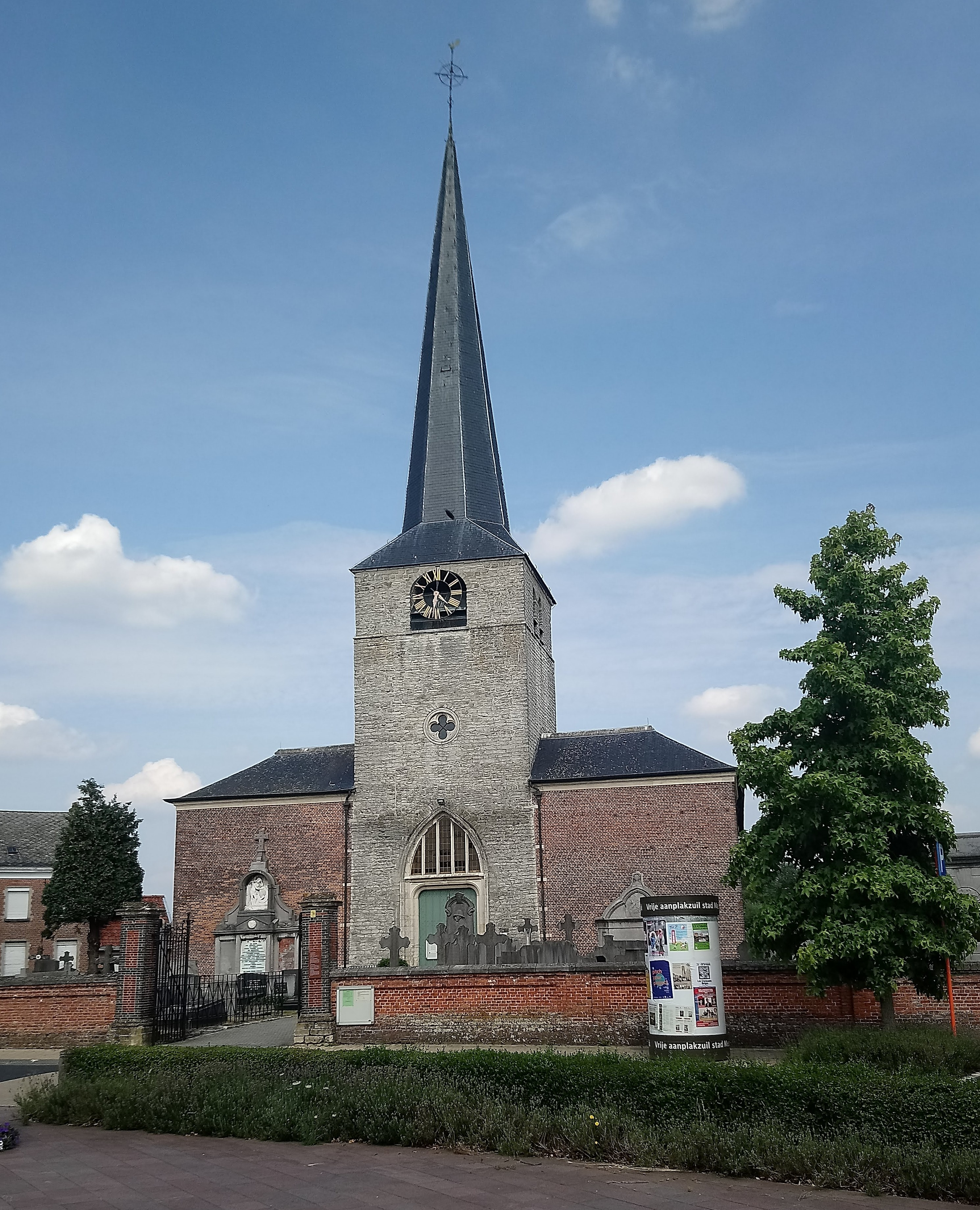
Sint-Amanduskerk

De Sint-Amanduskerk is de parochiekerk van de tot de Antwerpse gemeente Mechelen behorende plaats Heffen, gelegen aan Heffen-Dorp 15. 
De kerk is als monument beschermd, het omliggend kerkhof als landschap.

## Geschiedenis
Wellicht is in de 9e eeuw al een parochie gesticht in Heffen. In de 13e eeuw werd een hallenkerk gebouwd. In deze tijd was Heffen, ook kerkelijk, van groot belang. Resten van deze kerk zijn nog aanwezig in de onderbouw van de toren en in de vroeggotisch pilaren van het middenschip.
De kerk heeft een zandstenen toren uit de 13e eeuw. De toren was destijds een stuk hoger en voorzien van een plat dak. Deze deed initieel dienst als wachttoren om de grenzen van Mechelen te beschermen en de scheepvaart op de Zenne te controleren. Bewijs hiervan is terug te vinden op de zogenaamde “kaart van Bolin”, een tekening uit 1560. Daar staat de kerk nog afgebeeld zonder spits. De torenspits is vermoedelijk eind 16e eeuw toegevoegd. De laatste grote restauratie van de kerk vond plaats in het jaar 1994. Op 13 februari 1998 werd de kerk en het omliggende kerkhof omwille van de grote historische waarde een beschermd monument.
In 1834 werden de zijbeuken, naar ontwerp van Louis Auguste Serrure, verbreed. In 1853 werd een nieuw koor gebouwd, naar ontwerp van Ferdinand Berckmans en Joseph Schadde.
De barokke torenspits uit 1755 werd door een blikseminslag vernield in 1865, waarop deze het daaropvolgende jaar vervangen werd door een achtzijdige spits. Deze werd in 1899 weer afgebroken omdat die niet bij de rest van de kerk paste en vervangen door een nieuwe spits. Deze spits stond 125 jaar lang op de kerk, totdat deze op 9 juli 2024 volledig vernietigd werd door een zwaar onweer. Het puin van de spits kwam op het dak terecht, waardoor het volledige gebouw ernstige schade opliep.

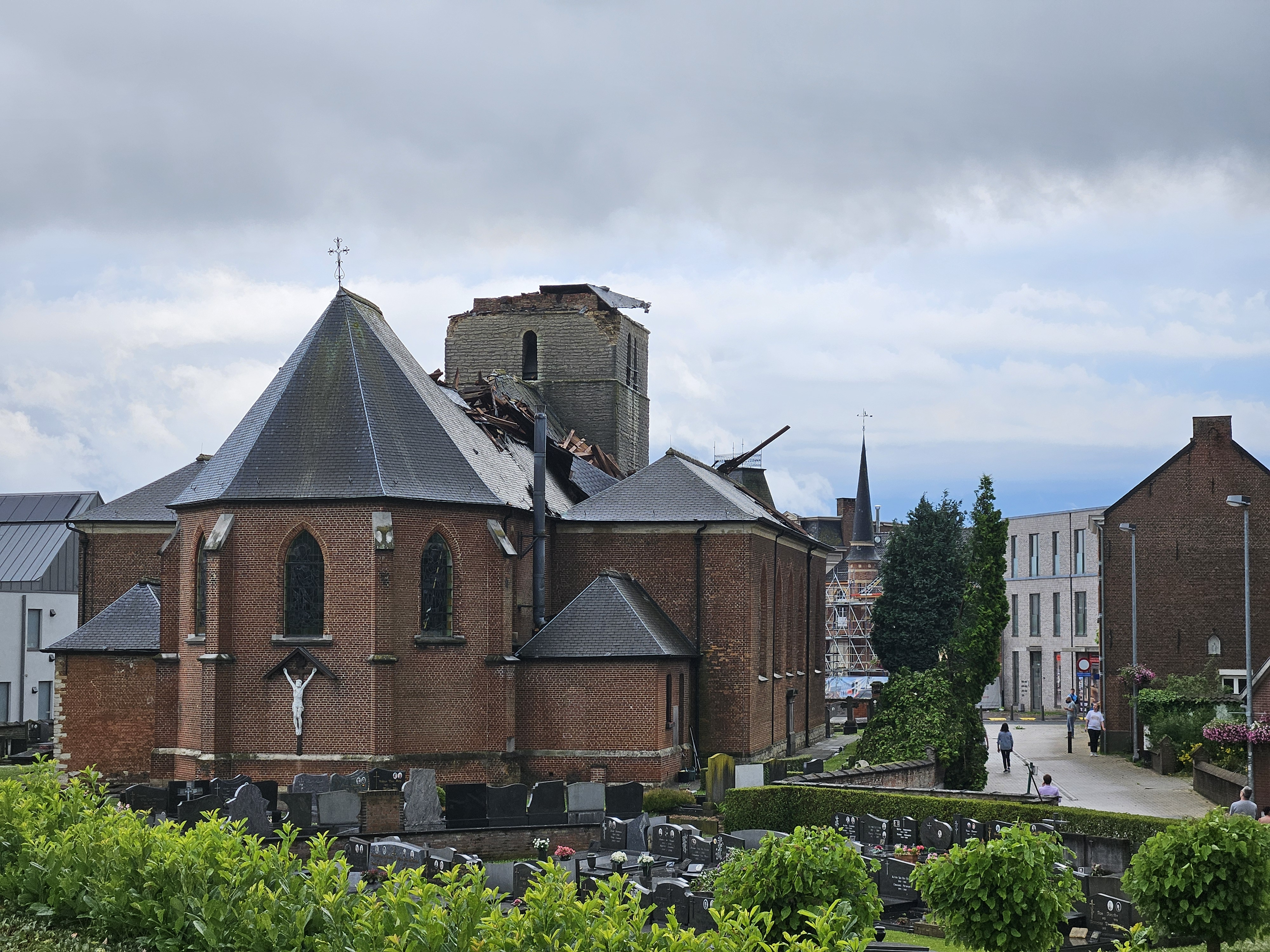
St Amanduskerk na de storm van 9 juli 2024

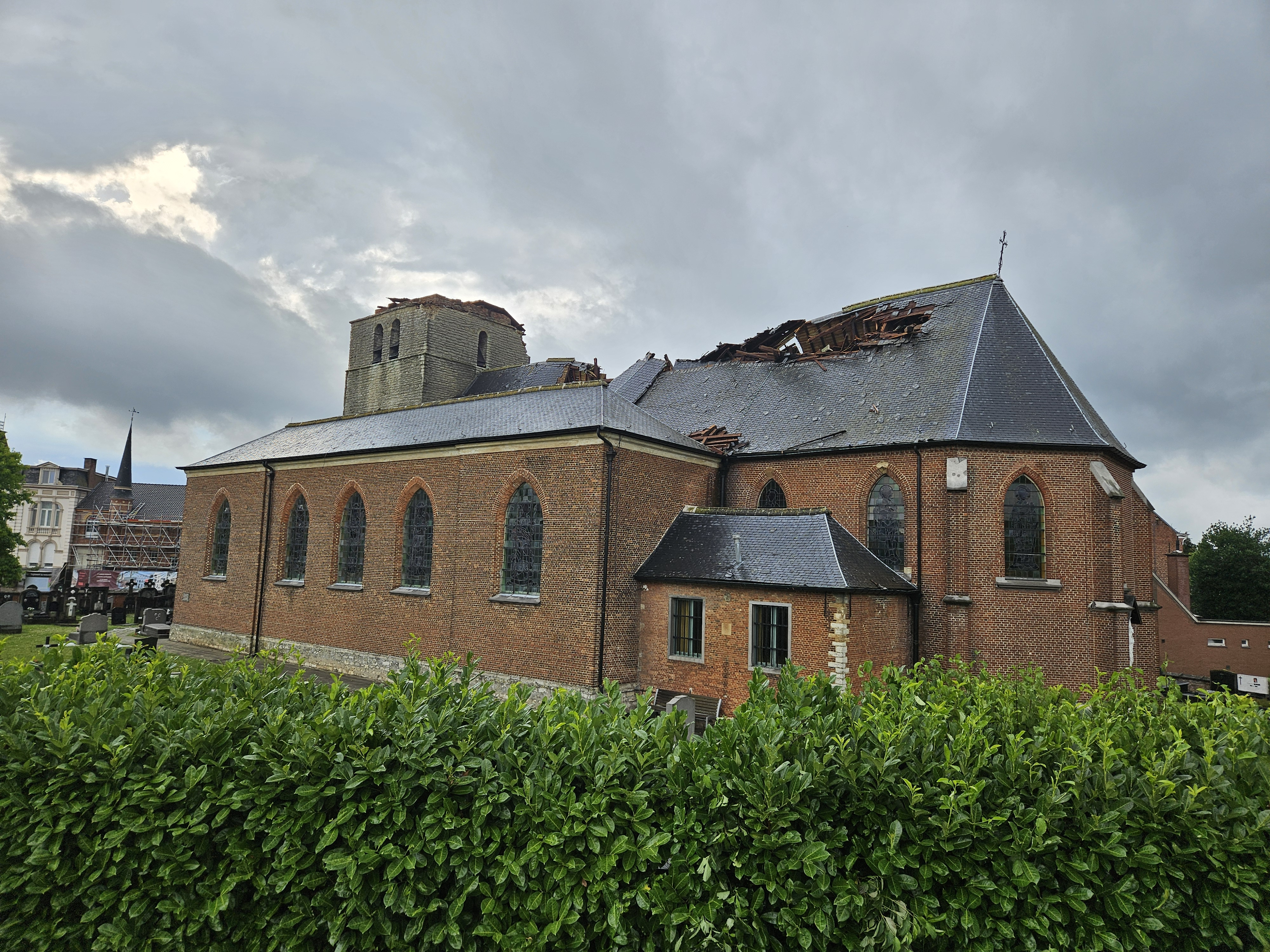
St Amanduskerk na de storm van 9 juli 2024

## Gebouw
Het betreft een georiënteerde driebeukige hallenkerk op rechthoekige plattegrond met ingebouwde westtoren. Deze toren is gebouwd in zandsteen. De onderbouw daarvan is uit de 13e en 14e eeuw. Het spitsboogportaal in de toren is 16e-eeuws evenals -vermoedelijk- de bovenste geleding van de toren.
Het kerkgebouw is opgetrokken in baksteen.

## Interieur
Het middenschip wordt overkluisd door een tongewelf en de zijbeuken hebben een vlakke zoldering.
De kerk bezit een 17e-eeuws schilderij van Onze-Lieve-Vrouw van Smarten en een schilderij Sint-Rochus verzorgd door een engel van 1618, toegeschreven aan Frans Walschartz. Er zijn 17e-eeuwse beelden van Sint-Amandus en Sint-Bernardus. Ook zijn er twee kruisbeelden, één 17e-eeuws en één 18e-eeuws.
De twee zijaltaren zijn van 1786 en omvatten het noordelijk Onze-Lieve-Vrouwe altaar en het zuidelijk Sint-Amandusaltaar. De preekstoel, uit het 3e kwart van de 18e eeuw, is in rococostijl. De biechtstoelen in late barokstijl zijn, evenals het koorgestoelte, uit de 18e eeuw. Er zijn glas-in-loodramen van 1894.